# Parábola (literatura)

El retorno del hijo pródigo (c. 1662), obra de Rembrandt inspirada en la parábola del hijo pródigo que el Evangelio de Lucas atribuye a Jesús de Nazaret.

La parábola  designa palabra una forma literaria que consiste en un relato figurado del cual, por analogía o semejanza, se deriva una enseñanza relativa a un tema que no es el explícito. Es, en esencia, un relato simbólico o una comparación basada en una observación verosímil.
La parábola tiene un fin didáctico y podemos encontrar un ejemplo de ella en los evangelios cristianos, donde Jesús narra muchas parábolas como enseñanzas al pueblo.

## Etimología
El término "parábola" significa comparación (o semejanza), el nombre dado por los rectores griegos a toda ilustración ficticia en la forma de una breve narración. Más adelante pasó a conocerse como narrativa ficticia, aludiendo generalmente a algo que puede ocurrir de forma natural, y por el cual se precisan asuntos morales y espirituales.

## Historia
Las parábolas se caracterizan por la expresión de conceptos espirituales. La forma más conocida de parábola en el cristianismo es la Biblia, que alberga muchas parábolas. Además de las ya familiares parábolas de Jesucristo en el Nuevo Testamento, como aquella del buen samaritano y del hijo pródigo. Dos parábolas en el Antiguo Testamento son las del cordero, narradas por Nathan (2 Samuel 12:1-9), y la de la mujer de Tekoah (2 Samuel 14:1-13). 
También en la Biblia se encuentra la Parábola del siervo cruel, que narra la historia de un siervo que no está dispuesto a perdonar las deudas que sus vasallos mantenían con él, pero sí en cambio esperaba a que Dios le eximiera de sus errores. La parábola apunta, sobre todo, a que si fue la voluntad divina la de perdonar al deudor, este ha de ser igual de tolerante con quienes cometen el mismo error. Cuando el siervo castiga a sus vasallos, ordenando su arresto y ejecución, Dios se enfurece y multiplica el castigo por "siete veces siete".
La exégesis bíblica medieval tendía a tratar las parábolas de Jesús como alegorías detalladas, con correspondencias simbólicas encontradas para cada elementos en las narrativas breves. Los críticos modernos sostienen estas interpretaciones como inapropiadas e insostenibles. 
Recientemente ha habido un interés en la parábola contemporánea, explorando cómo las historias modernas pueden ser concebidas como parábolas. Una parábola contemporánea de mitad del siglo XIX es la Parábola de la ventana rota, que expone una falacia en el pensamiento económico.

## Características de la parábola
Una parábola es una de las formas más simples de la narrativa. Evoca a un ambiente, y describe una acción y sus resultados. A menudo involucra a un personaje que se enfrenta a un dilema moral, o realiza una acción cuestionable, para luego sufrir las consecuencias de esa elección. Muchos folclores pueden ser vistos como parábolas. 
La parábola prototípica difiere del apólogo, en cuanto es una historia probable y realista -una que tiene lugar en algún ambiente familiar de la vida. 
Muchos cuentos de hadas pueden ser considerados como parábola extendidas, excepto por su entorno mágico.

Al igual que la fábula, la parábola suele narrar una acción simple, singular y consistente, sin detalles extraños ni circunstancias que conlleven a la distracción. En La República de Platón, las parábolas, como las que aluden a las sombras en la caverna, engloban un argumento abstracto en una narrativa más concreta y fácilmente asequible. 
En el prefacio a su traducción de las Fábulas de Esopo, George Fyler Townsend definió "parábola" como "el uso designado del lenguaje con el propósito intencionado de convenir un significado oculto y secreto, más que el que contienen las palabras en sí mismas, y que puede o no portar una referencia especial al oyente o lector."
Una parábola es como una metáfora que ha sido extendida para conformar una ficción breve y coherente. A diferencia de la situación que se presenta con un símil, el significado paralelo de la parábola es silencioso e implícito, aunque no secreto de forma ordinaria.
Si bien las parábolas a menudo poseen un subtexto prescriptivo fuerte, sugiriendo cómo se debe comportar o cómo debe creer una persona, muchas parábolas simplemente exploran un concepto desde un punto de vista neutral. Lejos de proveer una guía y sugerencias de la acción correcta en la vida, las parábolas ofrecen un lenguaje metafórico que le permite a la gente discutir más fácilmente ideas difíciles o complejas.
La parábola y la alegoría suelen ser tratadas como sinónimos, pero fueron bien diferenciadas por H.W. Fowler en Modern English Usage (Uso moderno del inglés):  "El objeto en cada una es iluminar al oyente presentándole un caso en el que aparentemente no estaba interesado, y sobre el cual deberá obtener un juicio desinteresado de su parte". Provoca, en otras palabras, que el lector u oyente caiga en la cuenta de que la conclusión se aplica bien de igual forma a sus propias preocupaciones. La parábola, sin embargo, es más condensada que la alegoría: un solo principio viene a portar, del que se deducirá una sola moral.

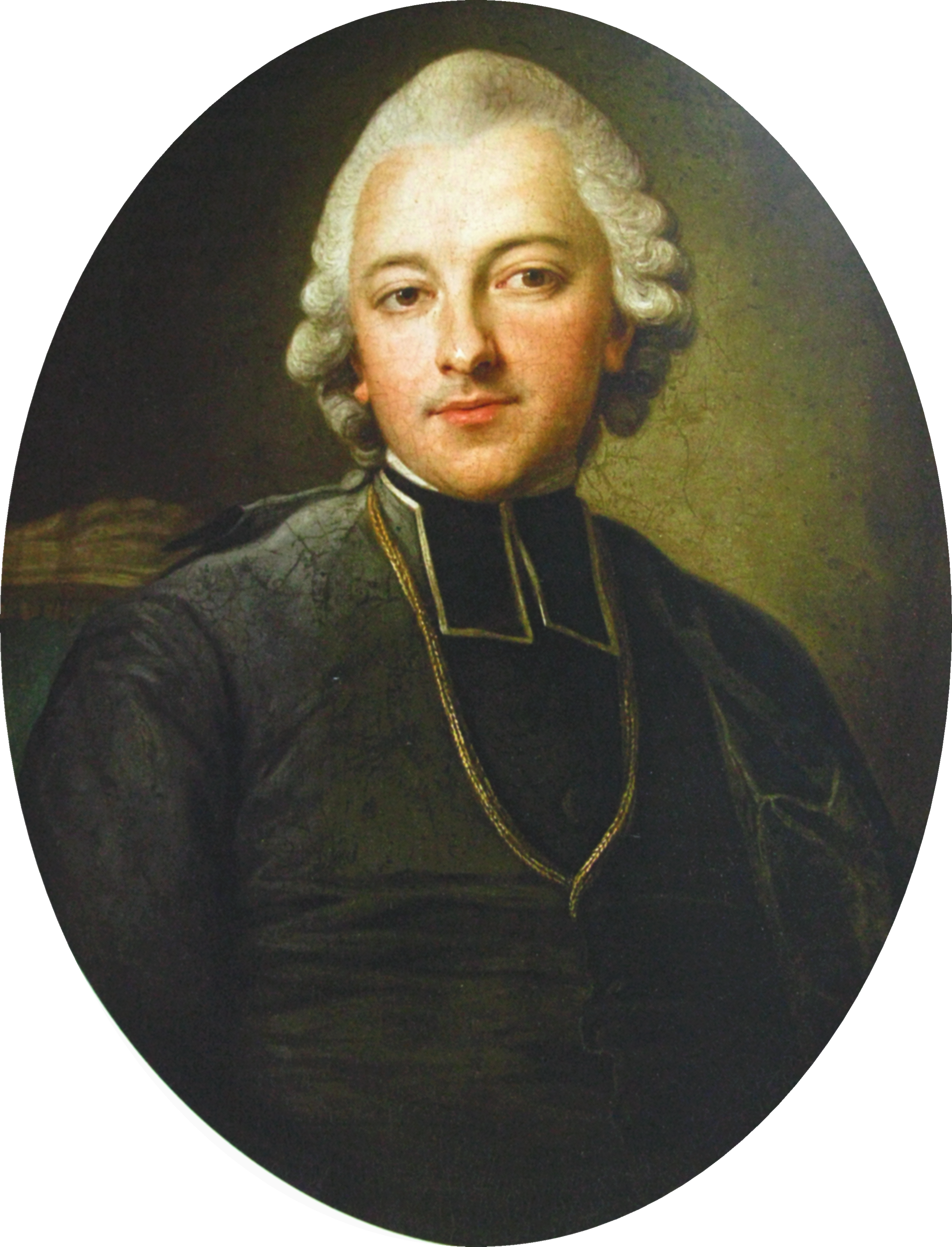
Ignacy Krasicki.

Entre algunos ejemplos de parábola encontramos El hombre ciego y el cojo, El rey y los escribanos, y El borracho de Ignacy Krasicki.
Las características generales de la parábola son:
- Se escribe en prosa y pertenece al género épico.
- Su extensión es variable.
- Utiliza gran cantidad de metáforas.
- Tiene un carácter moralizante o didáctico.
- Evoca un ambiente y describe una acción y sus resultados.
- Los personajes que participan en la parábola son seres humanos que se enfrentan a un dilema moral, o realizan una acción cuestionable, para luego sufrir las consecuencias de esa elección.
- Son relatos que simulan la realidad y hablan de acontecimientos cotidianos.
- Narra una acción simple, singular y consistente, sin detalles extraños ni circunstancias que conlleven a la distracción.